# 사카키타촌
사카키타촌(坂北村)은 나가노현 히가시치쿠마군에 놓여졌던 촌이다.

## 역사
- 1874년 11월 12일 - 지쿠마현 지쿠마 군 가리야자와 촌·나카무라·아오야나기 정촌·다케바 촌·닌구마 촌·오기싱뎅 촌·벳쇼 촌이 합병해 사카키타촌이 되었다.
- 1876년 8월 21일 - 나가노현 소속이 되었다.
- 1889년 4월 1일 - 정촌제 시행과 함께 사카키타촌 단독으로 자치체를 형성하였다.
- 2005년 10월 11일 - 사카이촌, 혼조촌과 합병해 지쿠호쿠촌이 성립하였다. 동일 사카키타촌은 폐지되었다.

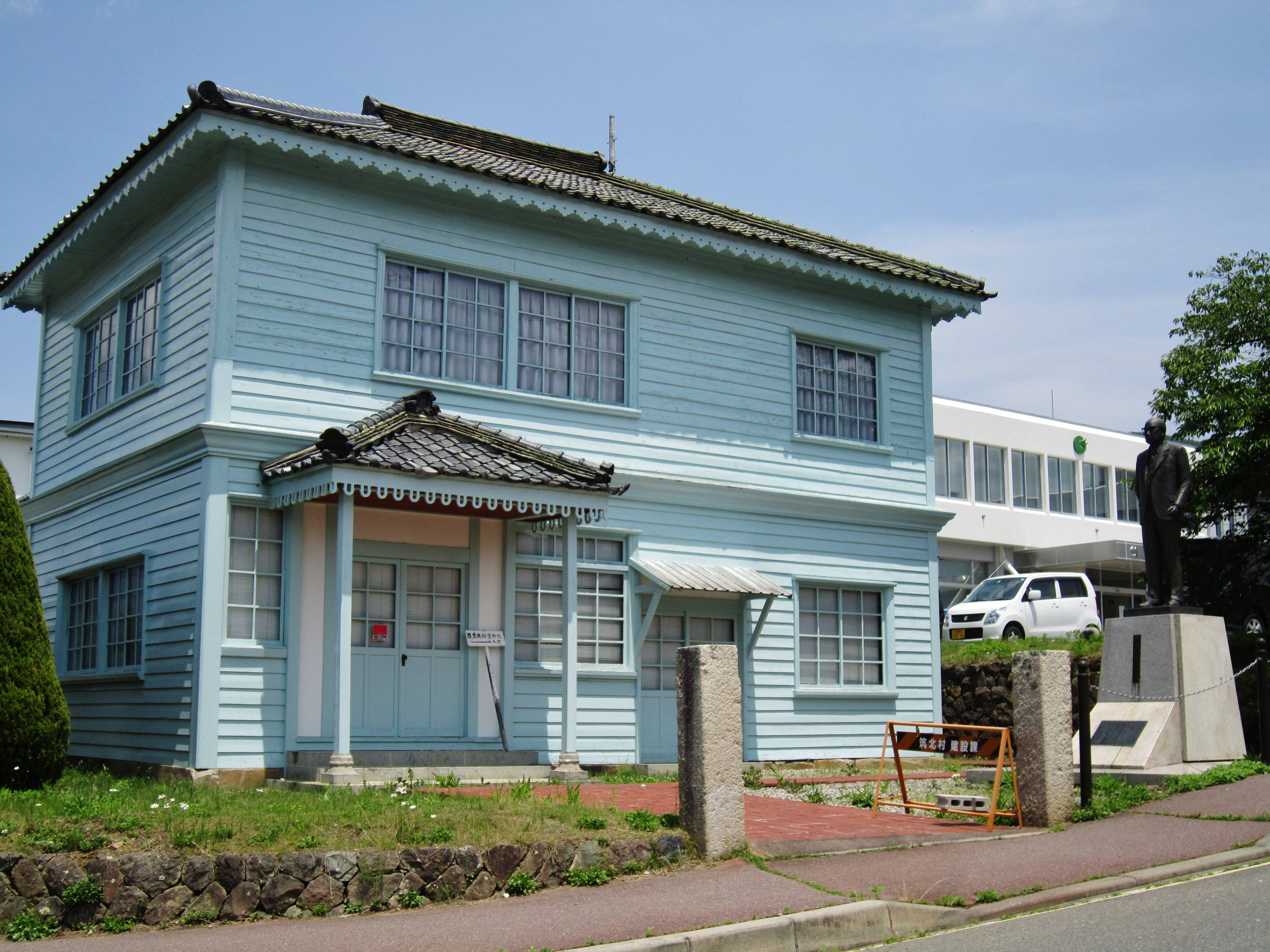
구 사카키타 촌사무소
1900년 완공。1976년에 신청사 완공에 따라 이후 역사민속자료관으로 보존되고 있다.。

## 교통

### 철도
- 동일본 여객철도 시노노이 선

### 도로
- 나가노 자동차도
- 국도 403호선

1. ↑  “近代化遺産を歩く 41. 旧坂北村役場庁舎”. 시민 타임스. 2012년 6월 17일에 확인함.